# تسهرنتال
تسهرنتال (به آلمانی: Zehrental) یک شهر در آلمان است که در شتندال واقع شده‌است. تسهرنتال ۱٬۰۲۵ نفر جمعیت دارد.